# Coppa Italia Dilettanti (Fase Eccellenza) 1993-1994
La fase Eccellenza della Coppa Italia Dilettanti 1993-1994 è un trofeo di calcio cui partecipano le squadre militanti nell'Eccellenza 1993-1994. Questa è la 13ª edizione, la terza con questo nome (fino al 1991 il massimo campionato regionale si chiamava "Promozione"). La vincitrice si qualifica per la finale della Coppa Italia Dilettanti 1993-1994 contro la vincitrice della fase C.N.D. ed ottiene la promozione nel Campionato Nazionale Dilettanti.

## Breve regolamento
Le compagini della Eccellenza 1993-1994 e della Promozione 1993-1994 (rispettivamente 1º e 2º livello regionale, ovvero 6º e 7º nazionale) competono nelle coppe regionali.
Le 19 vincitrici accedono alla fase nazionale e, attraverso gironi triangolari e sfide dirette, due di esse approdano in finale.
Per la prima volta viene posta in palio la promozione della vincitrice della coppa. Nel caso che essa abbia già ottenuto la promozione attraverso il posto in campionato, il posto-promozione andrà alla migliore fra le altre semifinaliste che abbia diritto (le compagini che militano in Promozione o che vi siano retrocesse nella stagione in corso non possono essere promosse nel C.N.D.). Nel caso che tutte le 4 semifinaliste siano o già state promosse, o militino in Promozione, il posto-promozione non viene assegnato.

## Squadre partecipanti
| Regione                  | Squadra              | Città (provincia)            | Risultato           | Finalista     |
| ------------------------ | -------------------- | ---------------------------- | ------------------- | ------------- |
| Piemonte e Valle d'Aosta | Ivrea                | Ivrea (TO)                   | 2–0 e 0–2 (4-3 dtr) | Casale        |
| Liguria                  | Finale               | Finale Ligure (SV)           | 0–1 e 1–0 (4-1 dtr) | Ventimiglia   |
| Lombardia                | Virtus Petosino      | Petosino di Sorisole (BG)    | ?                   | Meda Crema    |
| Trentino-Alto Adige      | Sankt Martin         | San Martino in Passiria (BZ) | 0–0 (3-1 dtr)       | Fiavè         |
| Veneto                   | Santa Lucia          | Santa Lucia di Piave (TV)    | ?                   | ?             |
| Friuli-Venezia Giulia    | Sanvitese            | San Vito al Tagliamento (PN) | 2–0                 | Fontanafredda |
| Emilia-Romagna           | Imola                | Imola (BO)                   | ?                   | ?             |
| Toscana                  | Impruneta Tavarnuzze | Impruneta e Tavarnuzze (FI)  | ?                   | ?             |
| Umbria                   | Umbertide Tiberis    | Umbertide (PG)               | 2–0                 | Deruta        |
| Marche                   | Camerino             | Camerino (MC)                | ?                   | ?             |
| Lazio                    | Civitavecchia        | Civitavecchia (RM)           | 3–0                 | Ceccano       |
| Abruzzo                  | Paganica             | Paganica dell'Aquila         | ?                   | ?             |
| Molise                   | Turris Santa Croce   | Santa Croce di Magliano (CB) | 3–1 e 1–1           | Bojano        |
| Campania                 | Melito               | Melito di Napoli (NA)        | 1–0                 | Cavese        |
| Puglia                   | San Severo           | San Severo (FG)              | ?                   | ?             |
| Basilicata               | Armento              | Armento (PZ)                 | 1–0                 | Rotonda       |
| Calabria                 | Rende                | Rende (CS)                   | ?                   | ?             |
| Sicilia                  | Alcamo               | Alcamo (TP)                  | 2–0                 | Taormina      |
| Sardegna                 | Carloforte           | Carloforte (CA)              | 2–1 (dts)           | San Sperate   |

## Primo turno

### Triangolare
| data       | Risultati                  | ris.  |
| ---------- | -------------------------- | ----- |
| 09.03.1994 | Sanvitese - Sankt Martin   | 1 – 0 |
| 16.03.1994 | Sankt Martin - Santa Lucia | 0 – 6 |
| 23.03.1994 | Santa Lucia - Sanvitese    | 3 – 3 |

| Classifica   | P.ti | G | V | N | P | GF | GS | DR |
| ------------ | ---- | - | - | - | - | -- | -- | -- |
| Santa Lucia  | 3    | 2 | 1 | 1 | 0 | 9  | 3  | +6 |
| Sanvitese    | 3    | 2 | 1 | 1 | 0 | 4  | 3  | +1 |
| Sankt Martin | 0    | 2 | 0 | 0 | 2 | 0  | 7  | –7 |

### Sfide dirette
| Squadra 1         | Totale          | Squadra 2            | Andata | Ritorno |
| ----------------- | --------------- | -------------------- | ------ | ------- |
| Virtus Petosino   | 4 – 1           | Ivrea                | 3 – 1  | 1 – 0   |
| Finale            | 2 – 2 (gfc)     | Carloforte           | 1 – 0  | 1 – 2   |
| Imola             | 3 – 3 (3-4 dtr) | Camerino             | 1 – 2  | 2 – 1   |
| Umbertide Tiberis | 1 – 3           | Impruneta Tavarnuzze | 0 – 2  | 1 – 1   |
| Civitavecchia     | 3 – 1           | Melito               | 3 – 0  | 0 – 1   |
| Paganica          | 9 – 1           | Turris Santa Croce   | 7 – 1  | 2 – 0   |
| Armento           | 1 – 6           | San Severo           | 1 – 3  | 0 – 3   |
| Alcamo            | 2 – 1           | Rende                | 2 – 1  | 0 – 0   |

## Secondo turno

### Sfide dirette
| Squadra 1            | Totale | Squadra 2       | Andata | Ritorno |
| -------------------- | ------ | --------------- | ------ | ------- |
| Santa Lucia          | 2 – 0  | Virtus Petosino | 2 – 0  | 0 – 0   |
| Finale               | 0 – 3  | Camerino        | 0 – 0  | 0 – 3   |
| Impruneta Tavarnuzze | 2 – 3  | Civitavecchia   | 2 – 2  | 0 – 1   |

### Triangolare
| Risultati             | ris.  |
| --------------------- | ----- |
| Alcamo – Paganica     | 2 – 0 |
| Paganica – San Severo | 1 – 1 |
| San Severo – Alcamo   | 0 – 1 |

| Classifica | P.ti | G | V | N | P | GF | GS | DR |
| ---------- | ---- | - | - | - | - | -- | -- | -- |
| Alcamo     | 4    | 2 | 2 | 0 | 0 | 3  | 0  | +3 |
| San Severo | 1    | 2 | 0 | 1 | 1 | 1  | 2  | –1 |
| Paganica   | 1    | 2 | 0 | 1 | 1 | 1  | 3  | –2 |

## Semifinali
| Squadra 1   | Totale | Squadra 2     | Andata | Ritorno |
| ----------- | ------ | ------------- | ------ | ------- |
| Santa Lucia | 0 – 2  | Civitavecchia | 0 – 1  | 0 – 1   |
| Camerino    | 0 – 2  | Alcamo        | 0 – 0  | 0 – 2   |

## Finale
| Squadra 1 | Totale | Squadra 2     | Andata | Ritorno |
| --------- | ------ | ------------- | ------ | ------- |
| Alcamo    | 0 – 2  | Civitavecchia | 0 – 0  | 0 – 2   |

## Promozione nel C.N.D.
Viene promossa la finalista Alcamo (3º nel girone B della Sicilia) poiché il Civitavecchia ha vinto il proprio campionato.